# Jeniec wojenny

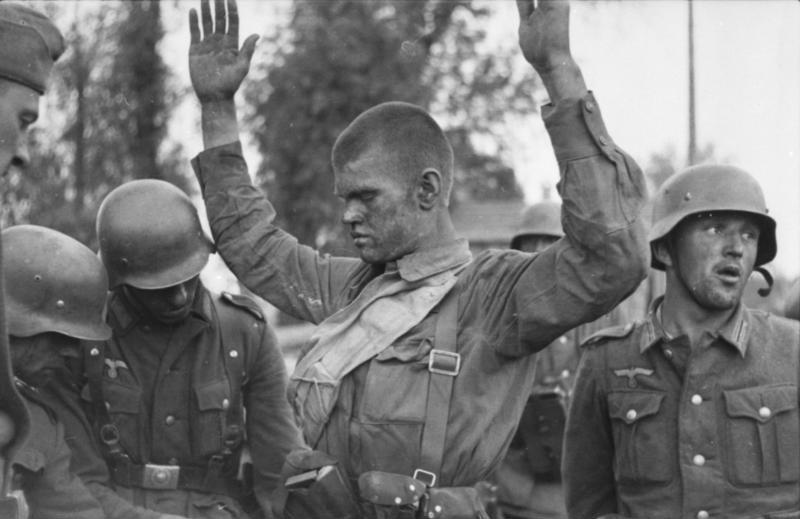
Jeniec wojenny – radziecki żołnierz pochwycony przez oddział Wehrmachtu, 1941

Jeniec wojenny – zatrzymana osoba, która angażowała się w działania bojowe pod rozkazami swojego rządu i została wzięta do niewoli przez siły zbrojne strony przeciwnej. Osoba taka jest kombatantem posiadającym immunitet wynikający z międzynarodowego prawa konfliktów zbrojnych. Obecnie status jeńca wojennego definiowany jest na podstawie artykułów 4 i 5 Konwencji Genewskiej o traktowaniu jeńców wojennych przyjętej 12 sierpnia 1949 r.

## Prawo międzynarodowe
W myśl Artykułu 4 Konwencji genewskiej o traktowaniu jeńców wojennych jeńcem może być osoba należąca do jednej z poniższych kategorii:
1) członkowie sił zbrojnych Strony w konflikcie, jak również członkowie milicji i oddziałów ochotniczych, stanowiących część tych sił zbrojnych
2) członkowie innych milicji i innych oddziałów ochotniczych, włączając w to członków zorganizowanych ruchów oporu, należących do jednej ze Stron w konflikcie i działających poza granicami lub nawet w granicach własnego terytorium, pod warunkiem, że te milicje lub oddziały ochotnicze, włączając w to zorganizowane ruchy oporu, odpowiadają następującym warunkom:
a) mają na czele osobę odpowiedzialną za swych podwładnych
b) noszą stały i dający się z daleka rozpoznać znak rozpoznawczy
c) jawnie noszą broń
d) przestrzegają w swych działaniach praw i zwyczajów wojny
3) członkowie regularnych sił zbrojnych, którzy podają się za podlegających rządowi lub władzy nieuznanym przez Mocarstwo zatrzymujące
4) osoby towarzyszące siłom zbrojnym, ale nie należące do nich bezpośrednio, jak na przykład cywilni członkowie załóg samolotów wojskowych, korespondenci wojenni, dostawcy, członkowie oddziałów pracy lub służb, powołanych do opiekowania się wojskowymi, pod warunkiem, że otrzymali oni upoważnienie od sił zbrojnych, którym towarzyszą, przy czym te ostatnie obowiązane są wydać im w tym celu kartę tożsamości według załączonego wzoru
5) członkowie załóg statków handlowych, włączając w to kapitanów, pilotów i uczniów, oraz członkowie załóg samolotów cywilnych Stron w konflikcie, o ile nie przysługuje im prawo do korzystniejszego traktowania na mocy innych postanowień prawa międzynarodowego
6) ludność terytorium nieokupowanego, która przy zbliżaniu się nieprzyjaciela chwyta spontanicznie za broń, aby stawić opór inwazji, a nie miała czasu zorganizować się w regularne siły zbrojne, jeżeli jawnie nosi broń i przestrzega praw i zwyczajów wojennych
Artykuł 13 Konwencji przewiduje, że jeńcy wojenni powinni być zawsze traktowani w sposób humanitarny. Bez zwłoki powinni być ewakuowani do obozów, położonych z dala od strefy walk (art. 19). Zakazane jest używanie ich jako żywych tarcz (art. 23). Muszą być otoczeni opieką lekarską (art. 30 i następne). Przy zatrudnieniu warunki pracy nie powinny ustępować warunkom, z jakich korzystają obywatele państwa zatrzymującego (art. 51). Obozy jenieckie są nadzorowane przez przedstawicieli Międzynarodowego Czerwonego Krzyża i państwa neutralnego sprawującego opiekę nad jeńcami zwanego mocarstwem opiekuńczym (ang. Protecting Power, art. 10, 23, 56, 78 i następne).
Postanowienia te rozszerzają Protokoły Dodatkowe z 1977.

## Historia
W czasach prehistorycznych, a także w starożytności i średniowieczu, jednym z celów wojen było chwytanie do niewoli zdolnych do pracy ludzi, aby w warunkach niewolniczych wykonywali cięższe prace na rzecz zwycięzców. W starożytnym Rzymie część jeńców była zabijana po triumfie lub obracana w gladiatorów. Innym celem przetrzymywania jeńców było uzyskanie okupu od rodzin schwytanych, zwłaszcza bogato urodzonych.
Z czasem zaczęto zawierać umowy o traktowaniu jeńców, np. traktat prusko-amerykański z 10 września 1785 w artykule 24 zabraniał umieszczania ich w lochu czy skuwania kajdanami, jeńcy mogli uprawiać ćwiczenia, obozy miały być zakładane w zdrowej okolicy, zaś wyżywienie zapewnione takie, jak dla żołnierzy własnej armii. Podobnie umowy o wymianie jeńców zawarte w trakcie wojny brytyjsko-amerykańskiej w artykule 1 przewidywały, że jeńcy będą traktowani z ludzkością, zgodną ze zwyczajami i praktyką stosowanymi przez najbardziej cywilizowane narody w czasie wojny.
W czasie I wojny światowej status jeńców określały haskie regulaminy wojny lądowej z 1899 i 1907, w czasie II wojny światowej konwencje genewskie z 1929.
Regulaminy haskie obowiązują nadal w takim zakresie, w jakim nie zostały zastąpione przez konwencje genewskie. Wedle art. 23 d obu regulaminów zabroniona jest odmowa brania jeńców, zwana też niedawaniem pardonu.
Obydwa regulaminy w art. 20 przewidują, że po zawarciu pokoju repatriacja jeńców powinna nastąpić w możliwie krótkim czasie. Art. 75 konwencji z 1929 głosi, że przy zawarciu umowy o rozejmie, strony walczące powinny umieścić w niej porozumienie o repatriacji jeńców, w przeciwnym razie możliwie szybko skomunikują się w tej sprawie. W każdym razie repatriacja jeńców powinna nastąpić w jak najkrótszym czasie po zawarciu pokoju. Art. 118 konwencji z 1949 nakazuje zwolnienie i repatriację bezzwłocznie po zakończeniu działań wojennych.

## Galeria

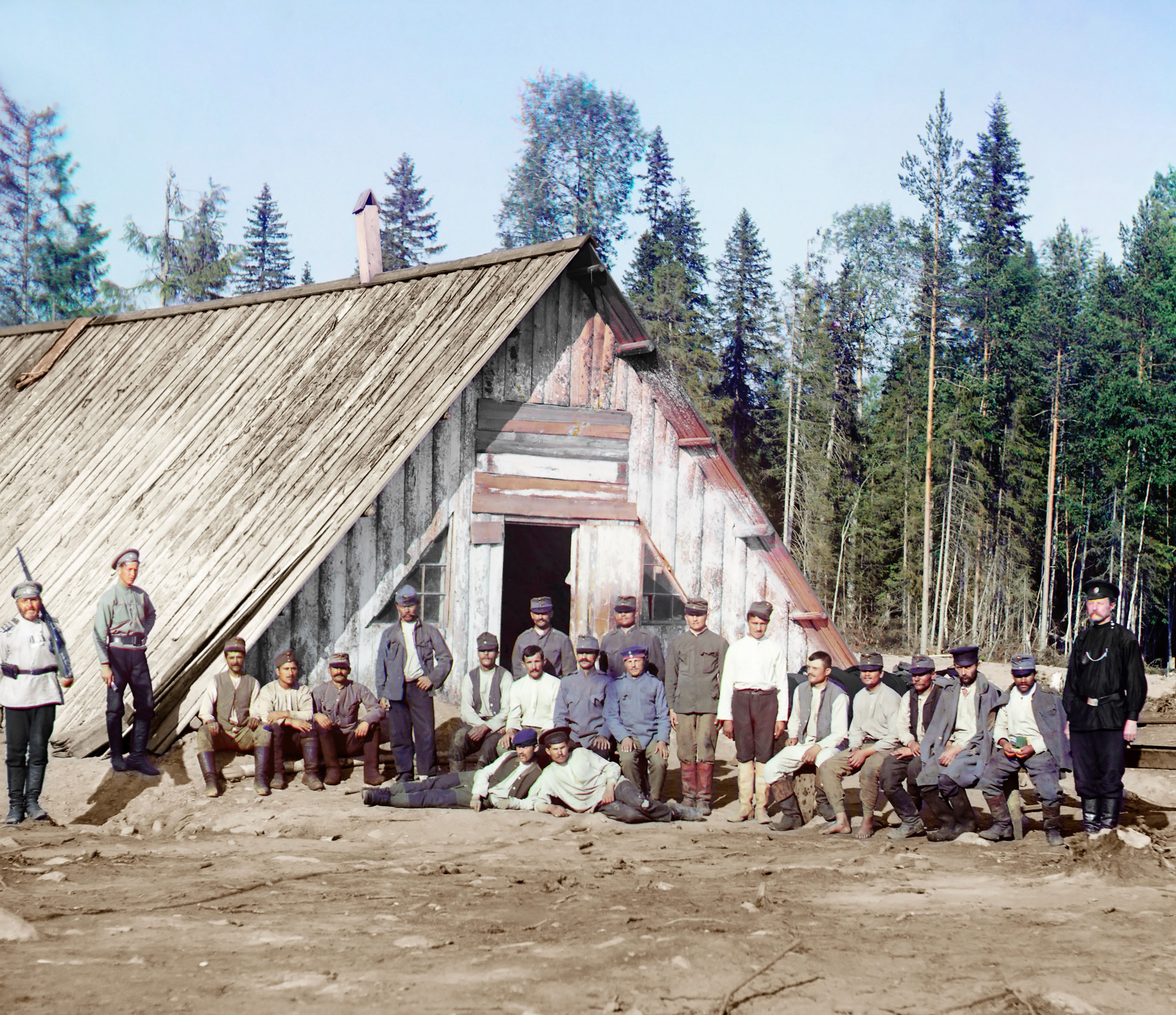
Jeńcy austro-węgierscy w Rosji (1915)
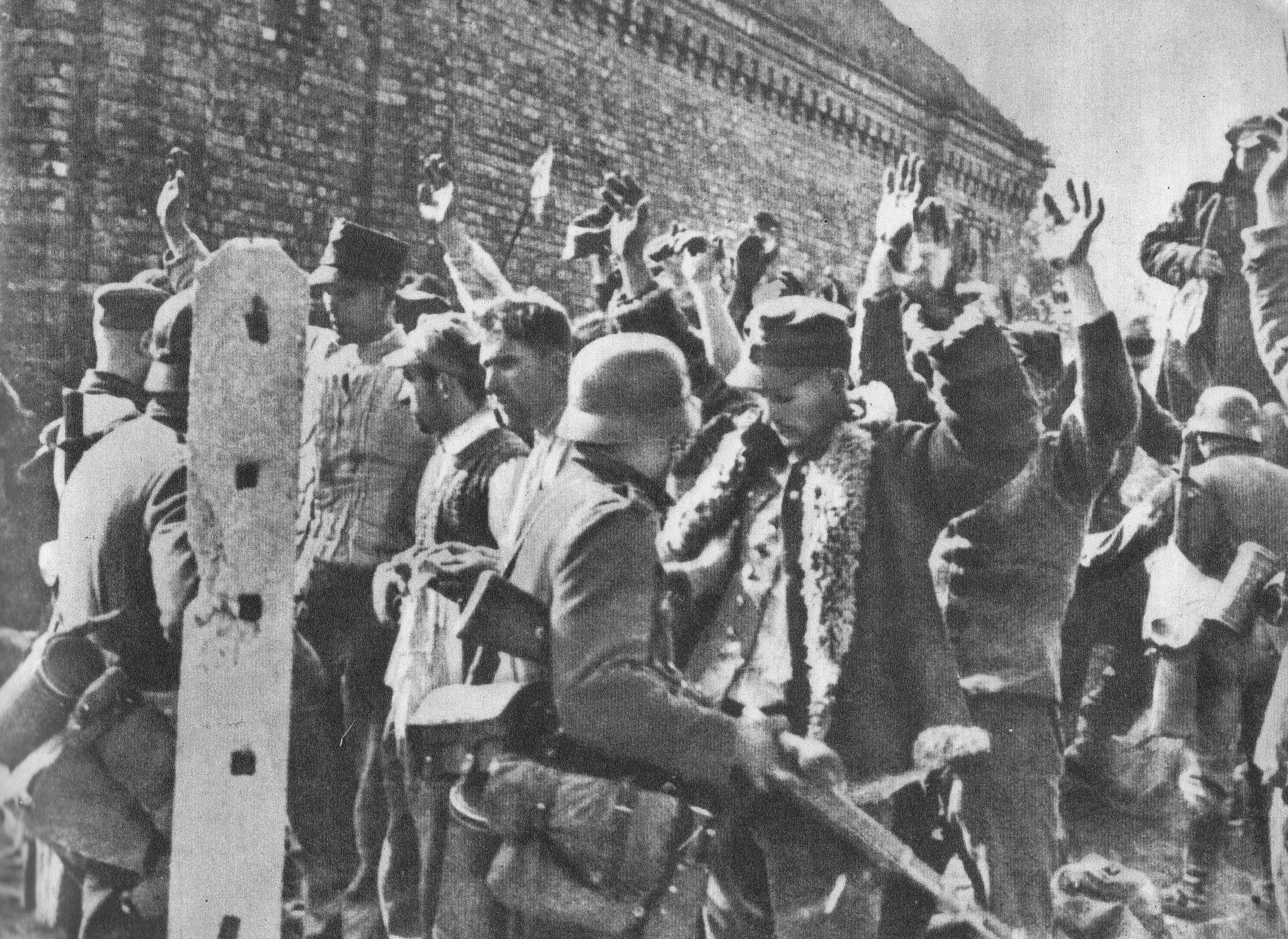
Żołnierze Wojska Polskiego wzięci do niewoli w forcie Czerniakowskim podczas obrony Warszawy, 26 września 1939
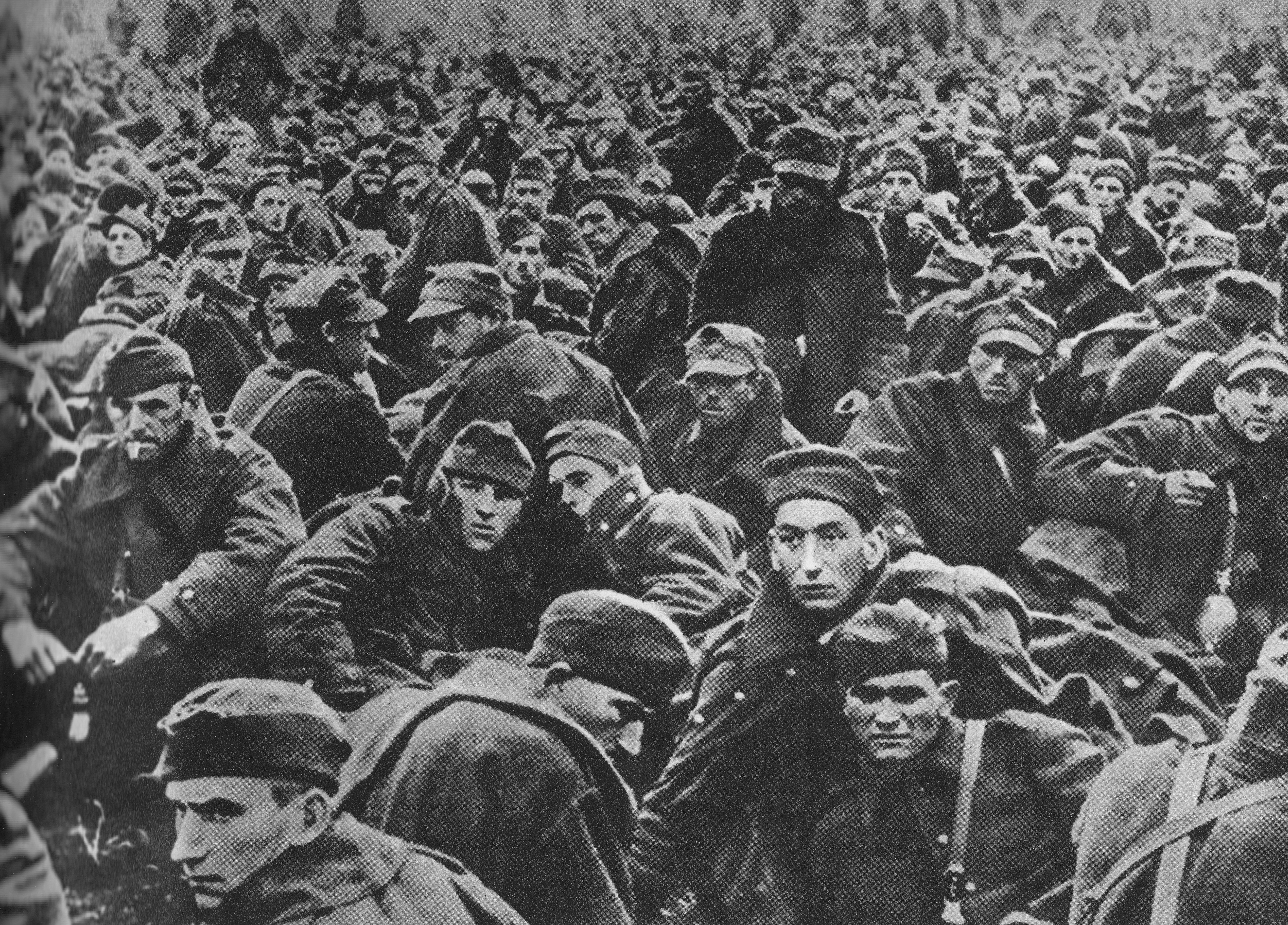
Jeńcy polscy wzięci do niewoli w czasie kampanii wrześniowej (1939)
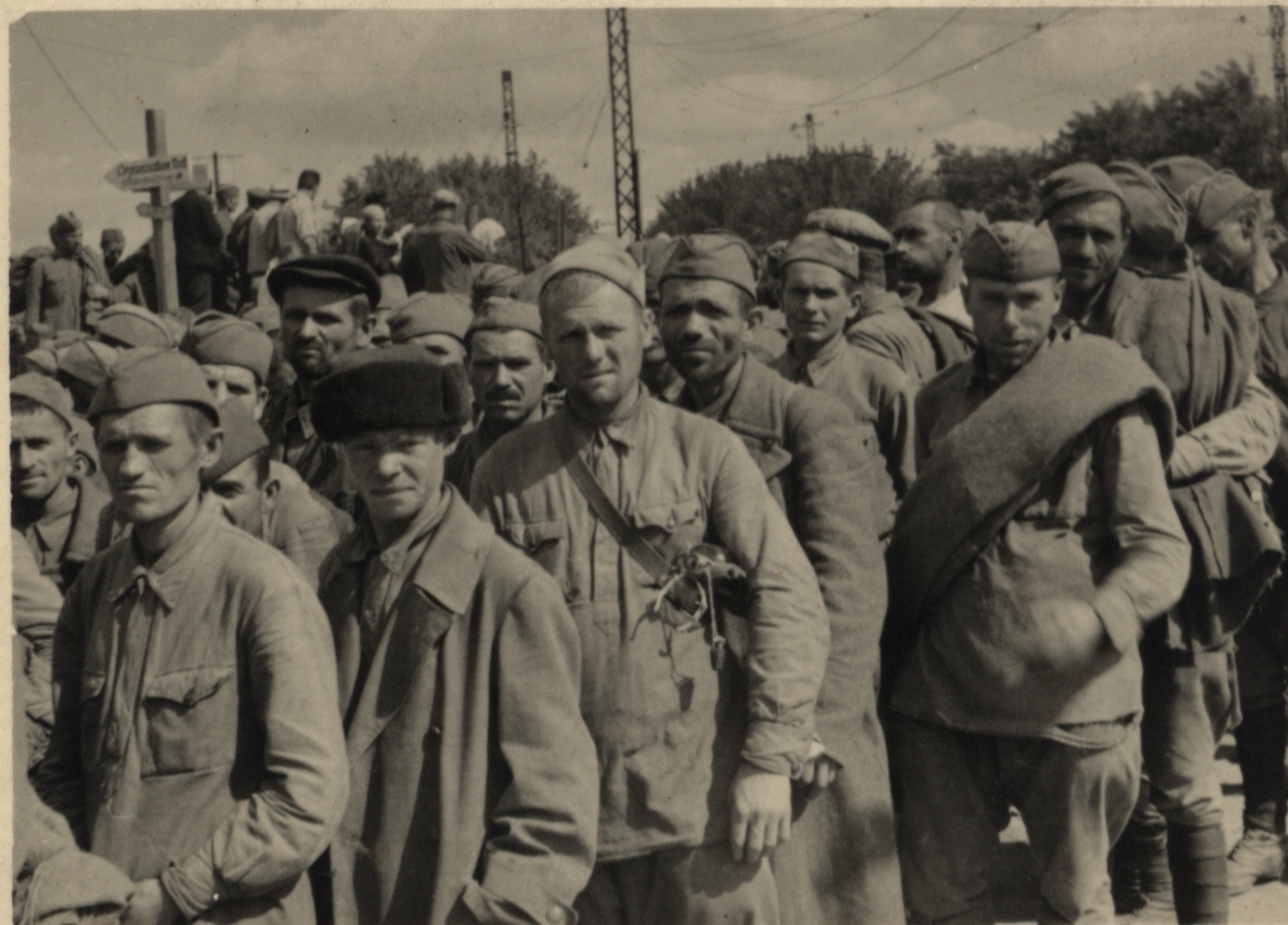
Jeńcy radzieccy w drodze do obozu w Łambinowicach (ok. 1941)
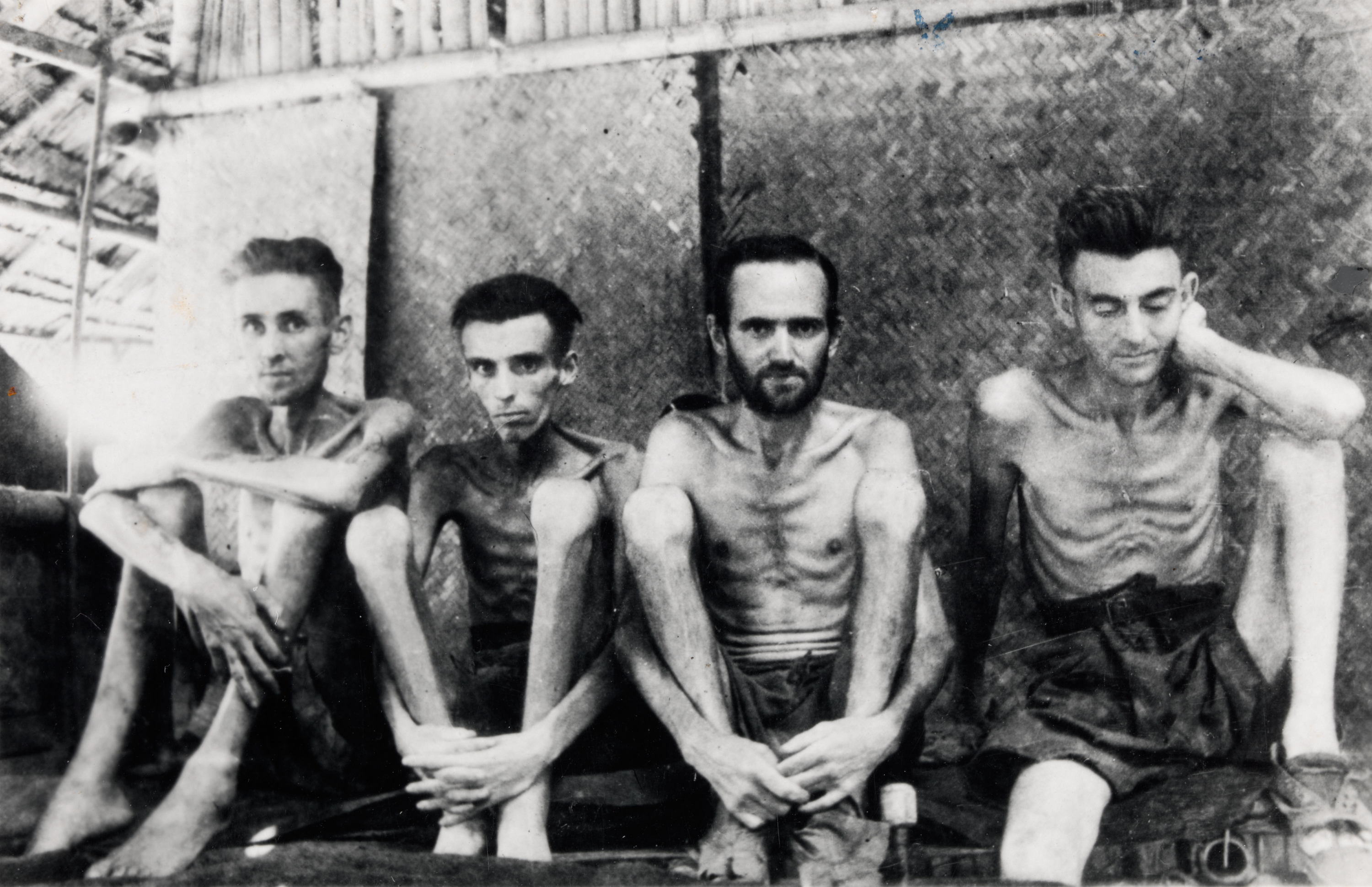
Australijscy i holenderscy jeńcy w Syjamie (1943)
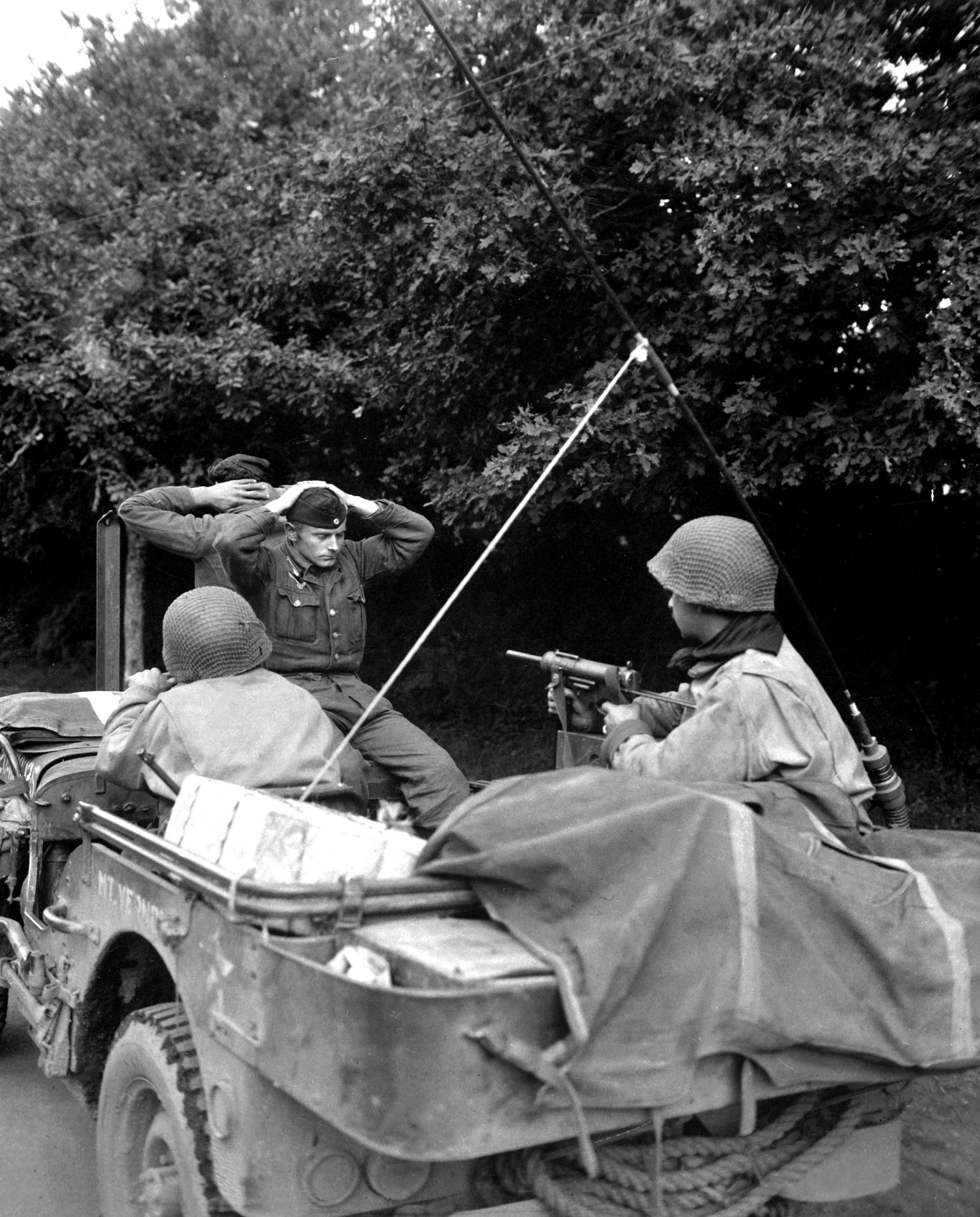
Dwóch niemieckich jeńców transportowanych przez żołnierzy amerykańskich we Francji (1944)
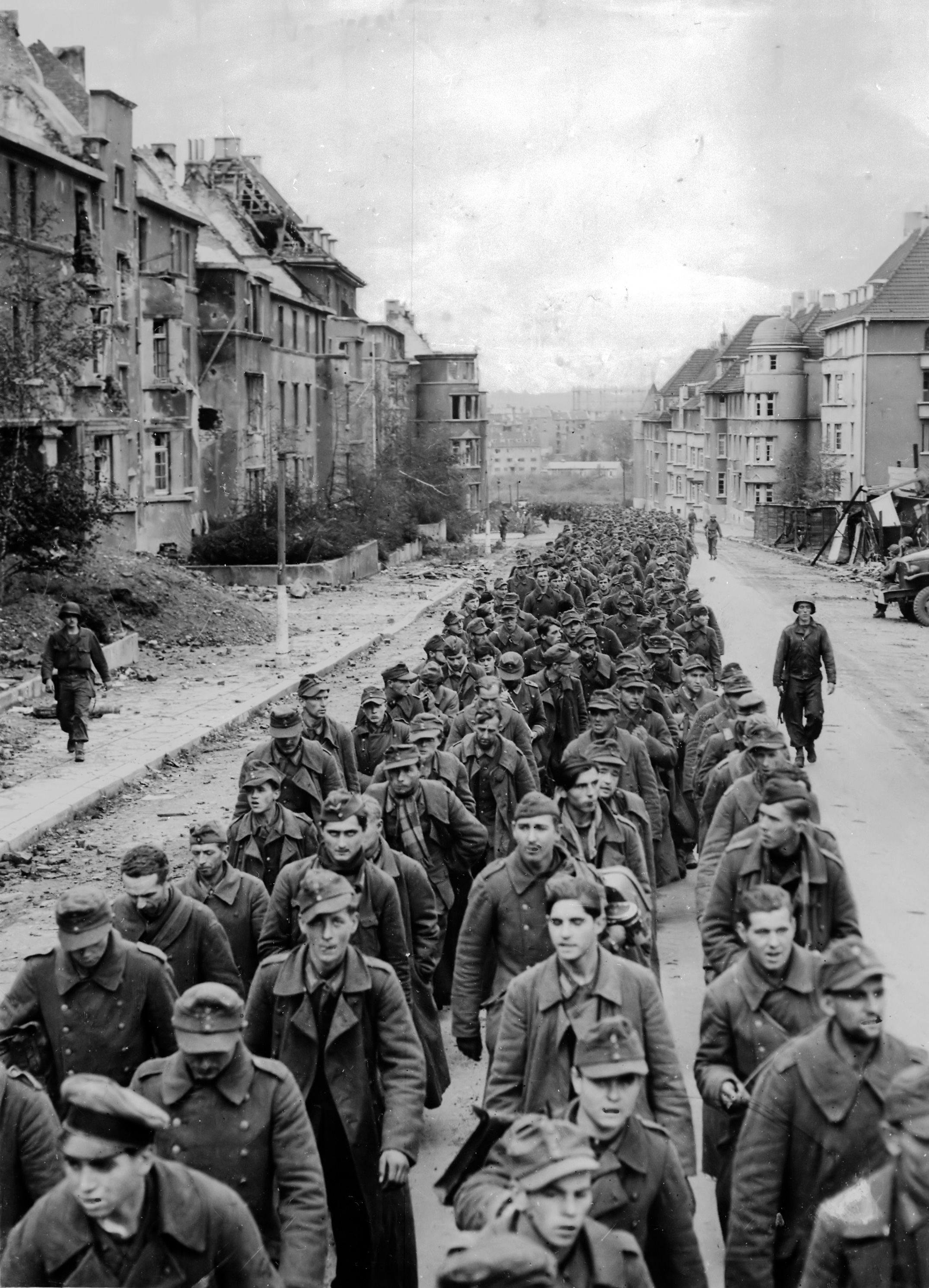
Przemarsz jeńców niemieckich przez zrujnowany Akwizgran (październik 1944)
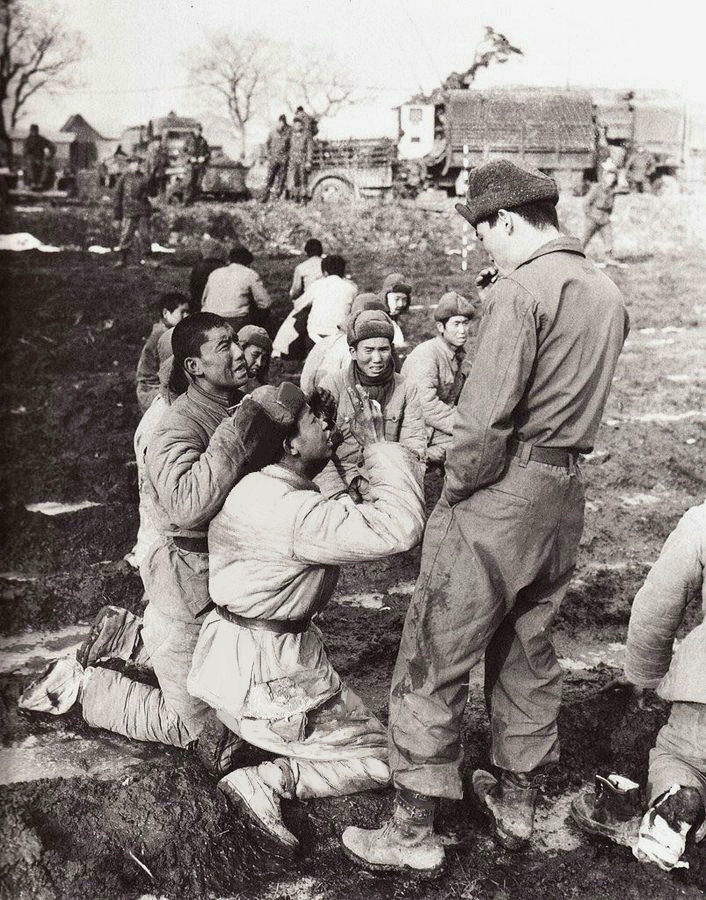
Chińscy jeńcy schwytani przez wojska Korei Południowej (1951)
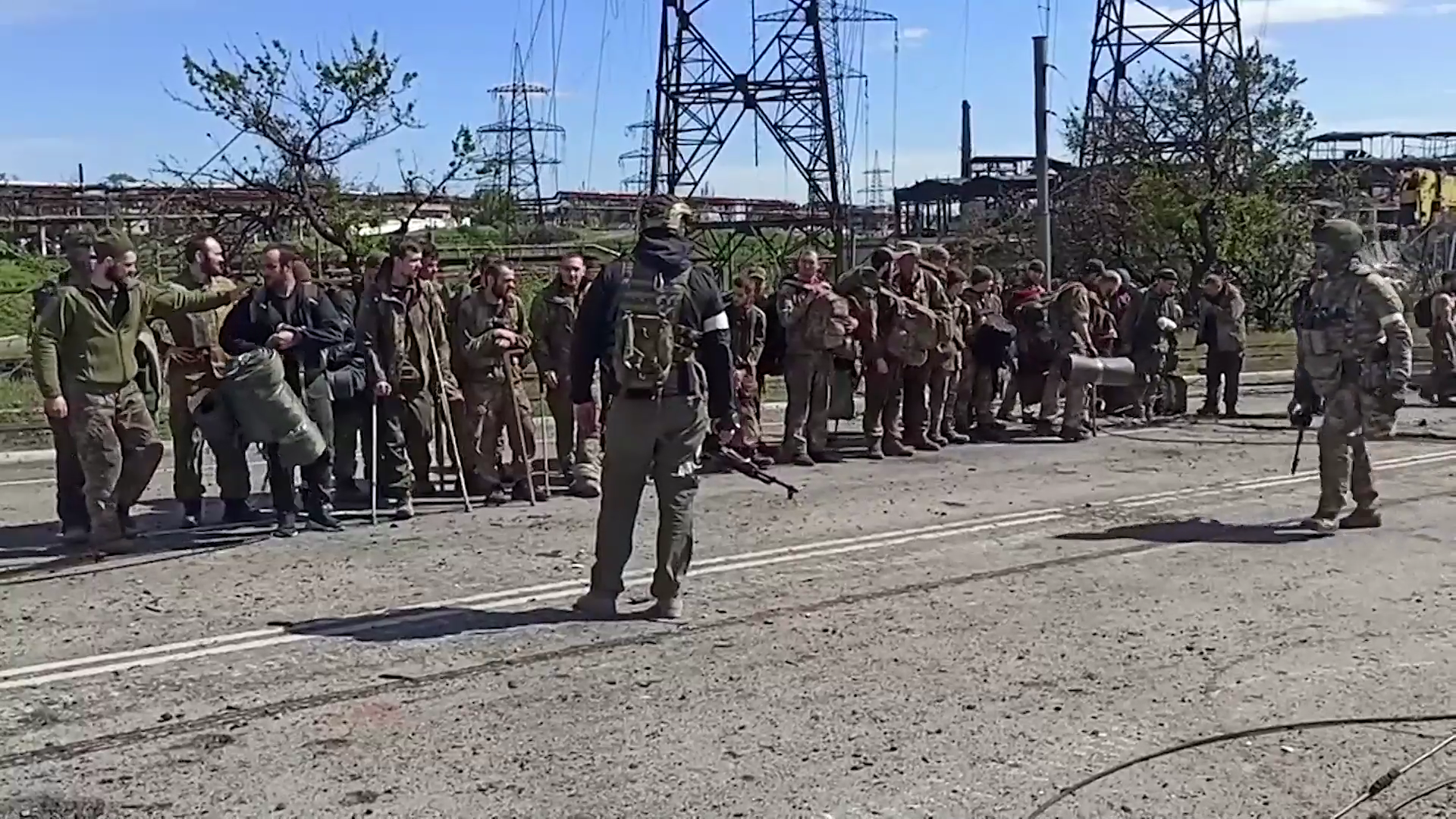
Żołnierze ukraińscy (obrońcy Azowstalu) po złożeniu broni, w niewoli rosyjskiej (maj 2022)
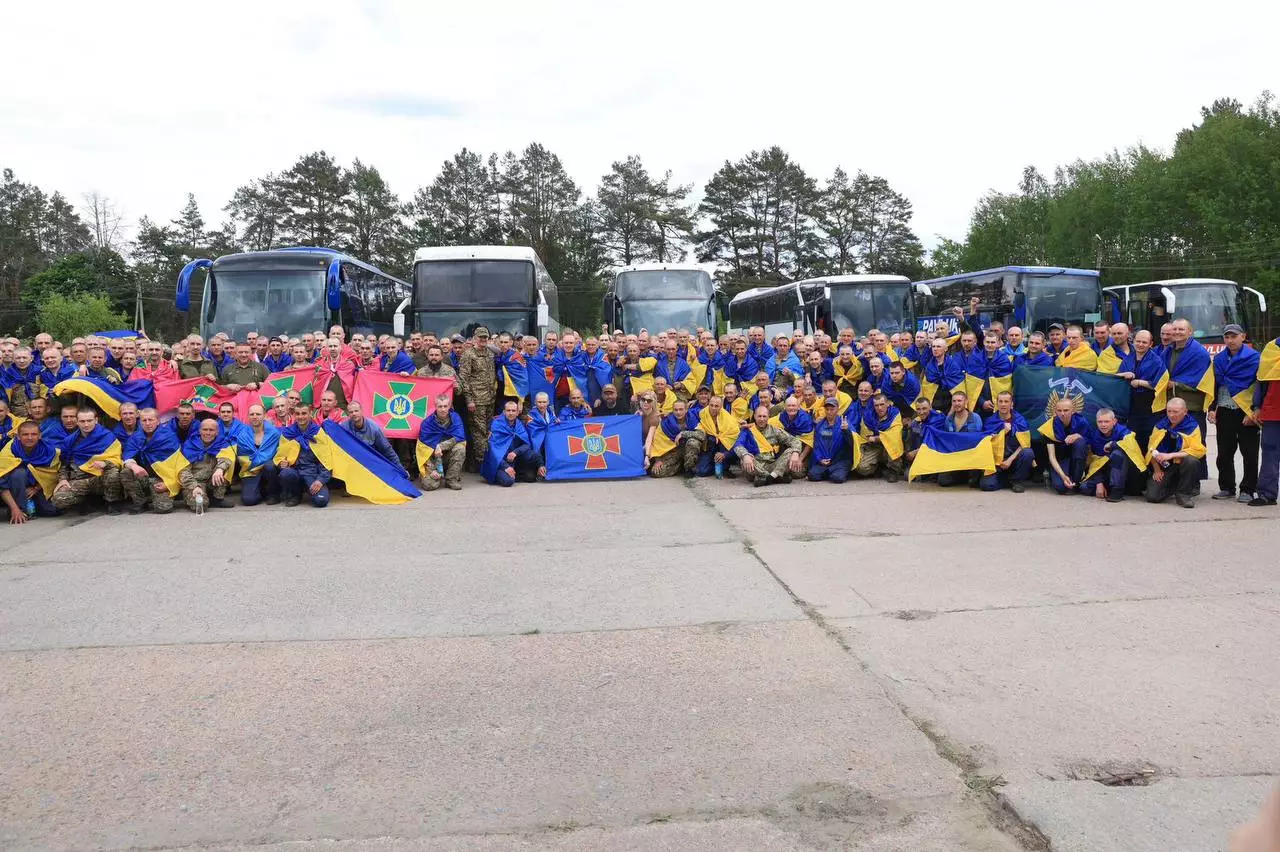
Żołnierze ukraińscy uwolnieni podczas wymiany jeńców między Ukrainą a Rosją (maj 2025)